# 대지면
대지면(大池面)는 대한민국 경상남도 창녕군의 면이다. 2011년 6월 1일을 기준으로 면적은 17.87km2이고, 인구는 1,129세대, 2,450명이다.

## 행정 구역
- 왕산리
- 모산리
- 석리
- 창산리
- 효정리
- 본초리
- 구미리
- 용소리

## 학교
- 대지초등학교 - 우포2로 943 (석리)
- 대학초등학교 (폐교) -  대지면 학동길 18 (본초리)
- 창녕고등학교 - 우포2로 1180-20 (효정리)